# Grube Eleonore
Die Grube Eleonore am Fuße des Dünsbergs im Biebertal war dort eine der bedeutendsten Gruben. Abgebaut wurde manganhaltiger Brauneisenstein.

## Entstehung und Geschichte
Am 2. Mai 1856 wurde das Grubenfeld Eleonore in der Flur VI der Gemarkung Fellingshausen an den in Gießen ausgebildeten Frankfurter Eisenhändler J.M. Bastert verliehen. Die Namensgebung dürfte auf Basterts älteste Tochter, Eleonore Elisabethe, zurückgehen.
Im Jahre 1864 am 10. September ging das Bergwerk an die neu gegründete Fellingshäuser Bergwerks-Gesellschaft mit Sitz in Frankfurt am Main über. An dem Grundkapital der Gesellschaft in Höhe von 250.000 Gulden hatte Bastert eine Beteiligung von 40 Prozent. Die Abnehmer des hochmanganhaltigen Brauneisenstein waren nach einer Mitteilung der Fellingshäuser Bergwerks-Gesellschaft Hüttenwerke im Saarland, Luxemburg und Ostfrankreich, die es zur Verbesserung der Roheisenqualität ihrem Minette-Erzmöller zugaben.
Um das im Tagebau angeschnittene Grundwasser ableiten zu können, wurde 1865 ca. 100 Meter oberhalb der Steinmühle an der Straße Bieber – Königsberg der 700 Meter lange August-Stollen vorgetrieben und im Jahre 1869 fertiggestellt.
1872/73 wechselte die Grube erneut den Besitzer und ging an die Gebrüder Stumm in Neunkirchen bei Saarbrücken über.
1890 wurde der 1.052 m lange Ida-Stollen (Wasserlösungs- und Förderstollen) angehauen und 1895 im Ostlager beendet (obwohl die projektierte Länge einst 1.350 m betrug).
1907 ging man zum Tiefbau über. Es wurde im Ida-Stollen ein Blindschacht abgeteuft.
Die benötigte Fördermaschine wurde durch ein eigenes Elektrizitätswerk versorgt. Im Jahr 1917 erreichte die Grube mit 325 Betriebsmitarbeitern (davon 57 ukrainische Kriegsgefangene) bei einer Jahresförderung von 70.728 t Erz, aufgrund der Rüstungsproduktion während des Ersten Weltkriegs, ihren Beschäftigungshöchststand.
Die Förderung war in den 1920er Jahren rückläufig aufgrund von Absatzschwierigkeiten, Erschöpfung der Erzvorkommen und verminderter Qualität des Erzes. Daher wurde die Grube am 12. März 1929 geschlossen.
An Halden und tiefen Tagebaulöchern sind die ehemaligen Betriebsflächen der Grube noch heute am Waldrand nördlich des Ortsteils Bieber erkennbar.

### Fördermengen
Die Gesamtfördermenge der Grube betrug 1.576.795 t Eisenerz.

## Mineralfunde
In der Grube Eleonore wurden insgesamt 16 von der International Mineralogical Association (IMA) anerkannte Minerale sowie sechs Varietäten entdeckt wie unter anderem Ankerit, Calcit, Hausmannit, Kakoxen, Manganit Psilomelan, Quarz, Rhodochrosit und Wavellit. Für das Mineral Strengit gilt die Grube zudem als Typlokalität.
Ein weiteres in der Grube entdecktes und nach dieser als Eleonorit bezeichnetes Mineral wurde aufgrund späterer Untersuchungen zunächst als identisch mit Beraunit bzw. dessen Varietät Oxiberaunit eingestuft. Mittlerweile ist Eleonorit als eigenständige Mineralart von der IMA anerkannt. Als Neo-Typlokalität gilt die Grube "Rotläufchen" bei Waldgirmes (Mittelhessen).